# Авария в Лаборатории «В»
Ава́рия в Лаборато́рии «В» — вспышка радиоактивного излучения, произошедшая в результате неуправляемой цепной реакции при исследованиях по критической сборке на ядерном реакторе очень малой мощности в 1954 году в Лаборатории «В» (позже — Физико-энергетический институт в Обнинске). В аварии пострадали 10 человек, ни один не погиб. Эта небольшая авария была самой крупной за всю историю существования Физико-энергетического института и возникшей на его базе в 1956 году Обнинской АЭС. Благодаря семейной легенде балетного танцовщика Николая Цискаридзе мелкая радиационная авария получила известность в средствах массовой информации как взрыв на Обнинской АЭС, в результате которого якобы погиб муж его матери, а сама она стала невыездной.

## Авария
В 1954 году в Лаборатории «В» (позже — Физико-энергетический институт в Обнинске), на базе которой позже должна была быть запущена первая в мире атомная электростанция, проводились среди прочего исследования по критической сборке на ядерном реакторе очень малой мощности. Из стержней, содержащих уран, сотрудники лаборатории собирали критическую массу. Было около часа ночи, и, поторопившись с завершением эксперимента, учёные добавили слишком много урана. В результате возникла неуправляемая цепная реакция, приведшая к вспышке радиоактивного излучения. Все участники эксперимента, за исключением одного, бежали из лаборатории. Единственный оставшийся, Александр Малышев, бросился к месту аварии — чтобы прекратить цепную реакцию.
Все пострадавшие при аварии были отправлены для обследования в Институт биофизики в Москву, где изучалось влияние радиоактивного излучения на организм человека. Через десять дней учёные вернулись для продолжения работы. У Александра Малышева была ампутирована кисть руки, принявшая самый сильный радиационный удар.
По просьбе начальника Лаборатории «В» Дмитрия Блохинцева работы по ликвидации последствий аварии, которые заняли два дня, возглавил Олег Казачковский. Ликвидаторы аварии так же, как и её участники, переоблучились. По свидетельству Казачковского, в результате аварии не произошло ни одного радиоактивного выброса в атмосферу, и не погиб ни один человек. Олег Казачковский, впоследствии в течение длительного времени возглавлявший Физико-энергетический институт, в 2008 году также утверждал, что эта авария была самой крупной за всю историю Физико-энергетического института и случившейся двумя годами позже аварии, в 1956 году, Обнинской АЭС.

## «Взрыв на Обнинской АЭС»

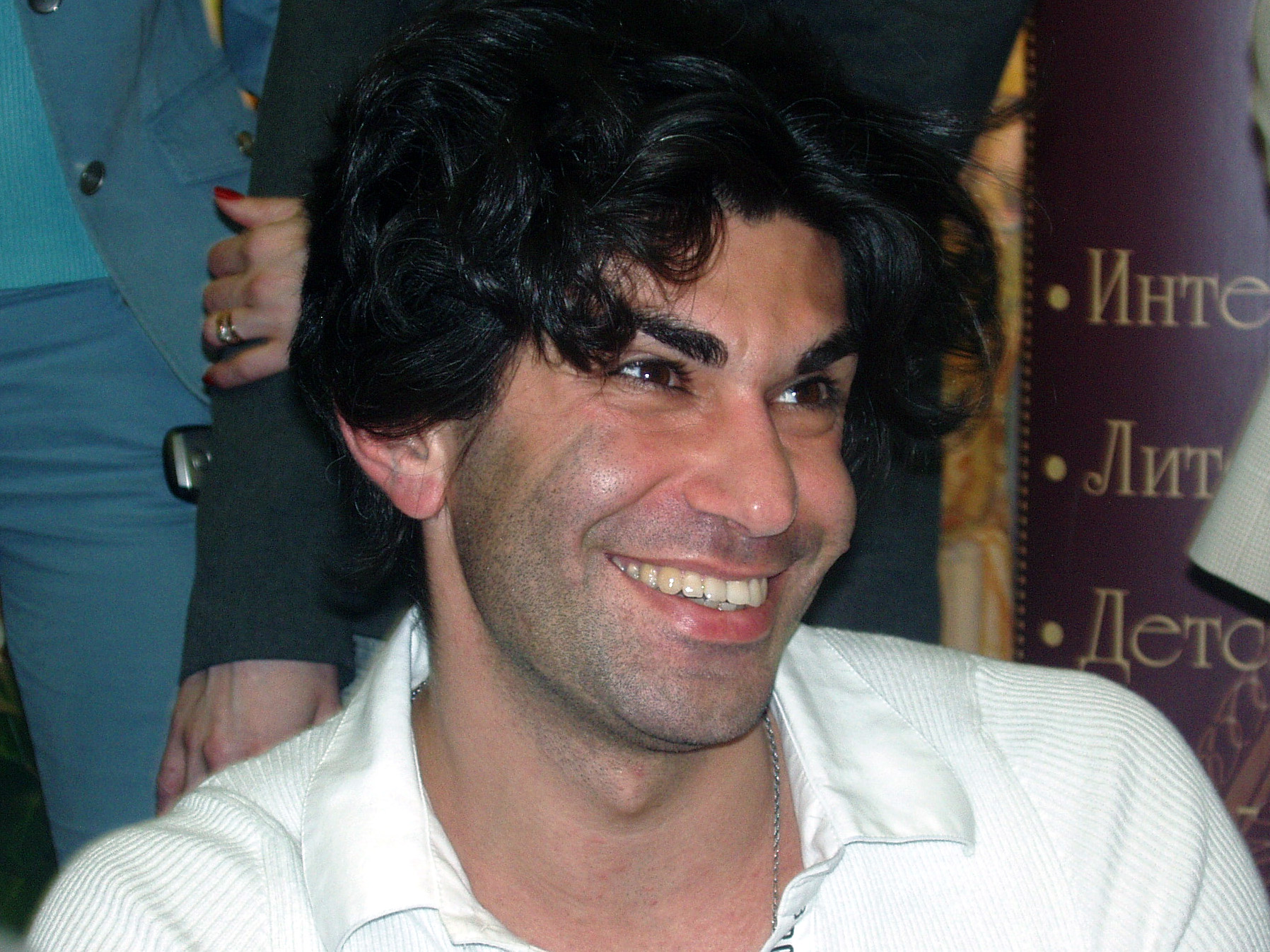
Николай Цискаридзе в 2008 году

В марте 2008 года балетный танцовщик Николай Цискаридзе дал интервью журналу «Всё для женщины», которое одномоментно с журналом было опубликовано в газете «Аргументы и факты». Затем интервью было многократно републиковано на различных сайтах в Интернете. В этом интервью Цискаридзе, в частности, сказал:
Задолго до моего рождения мама работала на Обнинской АЭС. В начале 60-х там произошёл взрыв, как в Чернобыле. Там погибло очень много народа, в том числе мамин муж. И тех людей, которые имели хоть какое-то отношение к погибшим там, ликвидировали, депортировали или запретили выезд за границу. К последним относилась и моя мама. Она очень тосковала, потому что обожала путешествовать.
Поскольку никаких взрывов на Обнинской АЭС ни в 1960-е, ни в какие-либо другие десятилетия не было, происшествие, о котором сказал Цискаридзе в интервью, могло быть идентифицировано только как самая крупная авария в Лаборатории «В» 1954 года. (Одна из обнинских газет также допускала, что Цискаридзе мог перепутать с Обнинском Челябинск-40, а со «взрывом на Обнинской АЭС» — действительно масштабную, с человеческими жертвами, Кыштымскую аварию 1957 года.) Человеческих жертв в обнинской аварии не было, и муж матери Николая Цискаридзе никак не мог в ней погибнуть. Сама она была невыездной не по причине произошедшей аварии, а, скорее всего, просто потому, что имела определённый уровень допуска к секретным работам — как любой работник Министерства среднего машиностроения СССР. Сентенция Цискаридзе о «взрыве на Обнинской АЭС» могла быть либо трансляцией семейной легенды, придуманной матерью для сына с целью объяснения исчезновения мужа, либо просто аберрацией памяти самого Николая Цискаридзе.
Ликвидатор аварии 1954 года в Лаборатории «В» Олег Казачковский прокомментировал высказывание Цискаридзе о «взрыве на Обнинской АЭС» известным анекдотом:
…Встречаются два человека, и один другому говорит: «А ты слышал, что Иванов выиграл в лотерею 100 тысяч долларов?» «Да, — отвечает второй, — слышал. Только не Иванов, а Петров, не 100 тысяч, а 100, не долларов, а рублей, не в лотерею, а в карты, и не выиграл, а проиграл!»